# Хумбан-никаш
Хумбан-никаш — царь Элама, правил приблизительно в 742 — 717 годах до н. э. Вавилонская хроника под 742 годом до н. э. говорит о том, что «на трон в Эламе вступил царь Хумбан-никаш». Позднейшие эламские источники называют его отцом царя Хумбан-тах-раха. Собственных эламских надписей этого царя не обнаружено, известен только по вавилонским и ассирийским текстам, где он носит имя Хумпанникаш.
Следующее упоминание о Хумбан-никаше в Вавилонской хронике относится к 721 году до н. э. Дело в том, что начиная с 728 года до н. э. в Вавилонии правили ассирийские цари, но в 722 году до н. э. власть там захватил правитель халдейского княжества Бит-Якин Мардук-апла-иддин II. Чтобы противостоять могуществу Ассирии он заключил против неё союз с Эламом. 

«Мардук-апла-иддин, сын Якина, царя Халдеи, обманщик, упорный в своей вражде, не уважающий богов, скрывался в болотах и не совершал жертвоприношений. Его союзником был Хумбан-никаш, царь Элама.
В 721 году до н. э. в провинции Дер состоялось сражение между войсками Хумбан-никаша и армией ассирийского царя Саргона II. Эламиты разбили прославленных ассирийских воинов. Вавилонская хроника очень кратко констатирует: «Он (Хумбан-никаш) нанёс Ассирии тяжелое поражение». Мардук-апла-иддин II поспешил с войском на помощь своему эламскому союзнику, но к началу сражения опоздал. Вавилоняне прибыли только тогда, когда ассирийцы уже обратились в бегство.
Интересно, что Саргон в своих анналах как-то вскользь приписывает победу себе: «Я победил Хумбан-никаша, царя Элама, на равнине Калу». Но судя по тому, что Мардук-апла-иддин II ещё целое десятилетие находился на троне Вавилона, а Саргон на некоторое время  оставил в покое Элам и Вавилонию и занялся неотложными сирийскими делами, в этом вопросе следует больше доверять Вавилонской хронике. Однако и союзники не сумели извлечь пользу из своей победы, город Дер, по-прежнему, остался под властью ассирийцев.
Правил Хумбан-никаш 25 лет и, когда он умер в 717 году до н. э., власть перешла в руки «сына его сестры» Шутрук-Наххунте II.
| Новоэламская династия          |                                   |                              |
| Предшественник: Хумбан-тах-рах | царь Элама ок. 742 — 717 до н. э. | Преемник: Шутрук-Наххунте II |